# Hoolock leuconedys
El gibón hoolock oriental (Hoolock leuconedys) es un primate de la familia Hylobatidae. La especie se encuentra en Birmania al este del río Chindwin, y en el sudoeste de Yunnan en China.

## Clasificación
Mootnick y Groves señalaron que el término Bunopithecus no era válido, y lo ubicaron en un nuevo género, Hoolock. Arguyeron que contenía dos especies diferentes, de las cuales se pensaba antes que eran subespecies: Hoolock hoolock y Hoolock leuconedys.

## Estado de conservación
En 2008 fue listado por la IUCN como vulnerable (VU), debido a que se prevé que la población decline en los próximos cuarenta años en un 30%, debido a la caza y pérdida de su hábitat.